# Trinomys dimidiatus
Trinomys dimidiatus é uma espécie de roedor da família Echimyidae.
É endêmica do Brasil, onde pode ser encontrada somente no estado do Rio de Janeiro.